# کانادا در المپیک تابستانی ۱۹۵۲
کانادا در بازی‌های المپیک تابستانی ۱۹۵۲ که در شهر هلسینکی برگزار شد، کاروان کانادا با ۱۰۷ ورزشکار در این رقابت‌ها شرکت کرد و موفق به کسب ۳ مدال (۱ طلا، ۲ نقره، ۰ برنز) شد. در جدول رتبه‌بندی توزیع مدال‌ها، کانادا در ردهٔ ۲۱ مسابقات قرار گرفت.